# Kurza Przełęcz
Kurza Przełęcz (słow. Kurie sedlo, ok. 1700 m) – płytka i trawiasta przełęcz w północno-wschodnim grzbiecie Bujaczego Wierchu (1960 m) w słowackich Tatrach Bielskich. Tuż po jej północno-wschodniej stronie znajduje się najwyższy punkt grzbietu Margica. Na wschodnią stronę, do Doliny Czarnej z przełęczy opada zbocze porośnięte kosodrzewiną. Na stronę zachodnią, do Babiej Doliny opada stromy i trawiasty stok. Niżej wcina się w niego głęboki i kruchy żleb.
Przez Kurzą Przełęcz prowadzi wyraźna ścieżka Magistrali Tatrzańskiej, która na tym odcinku jest zamknięta dla ruchu turystycznego. Czas przejścia od Kurzej Przełęczy na szczyt Bujaczego Wierchu około 20 minut. 